# Thalictrum rariflorum
Thalictrum rariflorum là một loài thực vật có hoa trong họ Mao lương. Loài này được FRIES miêu tả khoa học đầu tiên.